# Unión Cívica Nacional (República Dominicana)
La Unión Cívica Nacional fue un partido político que existió en República Dominicana y su origen se basó en una organización patriótica creada inmediatamente después de la muerte de Rafael Leónidas Trujillo, su objetivo principal era la salida de la familia Trujillo y sus relacionados. Las primeras elecciones libres fueron el 20 de diciembre de 1962.

## Inicios
En un comunicado de 17 de junio de 1962 publicado en El Caribe salió al escenario político declarándose un movimiento de ciudadanos apartidista.
El primer comité ejecutivo provisional estaba integrado por:
- Viriato Fiallo, Presidente
- José A. Fernando Caminero. Vicepresidente
- Luis Manuel Baquero, Secretario General
- Cesar A. de Castro, Tesorero
- Antinoe Fiallo, Vocal

## Mitin Parque Independencia 1962
Viriato Fiallo como presidente de este movimiento dirigió un emotivo discurso instando al pueblo a rechazar la política de Joaquín Balaguer, en el calor de su discurso afirmó, 'Comparezco ante ustedes por designación expresa de Unión Cívica Nacional, quiero que me oigan bien que me presten toda la atención. Unión Cívica Nacional no es un partido político, esta es una agrupación de dominicanos y ciudadanos que se esfuerzan por la libertad y la justicia… Unión Cívica Nacional nació para un alto y definido propósito de dignidad humana, la creación de un ambiente propicio para que sea realidad la democracia y la expresión suprema del sufragio universal y libre… para infortunio nuestro la libertad no existe en la martirizada República Dominicana, es necesario que el presidente Balaguer sepa que la familia dominicana está viviendo días de angustias supremas, de tristeza continua y de dolor que no aminora, con todo ella desde esta tribuna de sinceridad y de decencia, en nombre de Unión Cívica Nacional yo le pido al presidente Balaguer; ¡basta ya!!! Por Dios presidente Balaguer en nombre del noble y sufrido pueblo dominicano, grite, Ordene ¡Basta ya!!!!' 

## Partido Político
El 27 de febrero de 1962, el anteriormente movimiento patriótico y a partidista, promotor de la libertad, se convierte en partido político, de inmediato se preparó para participar en las elecciones generales del 20 de diciembre de 1962.
Representaba el grupo opositor a la tiranía de Rafael Leónidas Trujillo. Constituían la fuerza política de los sectores de la pequeña burguesía en el país, especialmente de los grandes exportadores e importadores, industriales de clase media y profesionales. Durante la lucha final contra el residuo gubernamental trujillista, la UCN capitalizó el descontento generalizado de la población urbana. Utiliza esta insatisfacción en contra del gobierno de Joaquín Balaguer.

## Elecciones
En las primeras elecciones libres celebradas en el país en 1962, alcanzó la cifra de 317,327 votos, pero ya en 1966 sólo logró 16,152 sufragios. En los comicios de 1978, en los cuales participó aliado al Partido Reformista, sólo obtuvo 13,715 y en los de 1982 sacó 8,853 sufragios, participando aliado al PR.

## Finales
Después de convertirse en la segunda fuerza política del país, tras las elecciones de 1962, la UCN perdió su reconocimiento como partido en 1966 y, aunque logró nuevamente su reconocimiento en enero de 1968, se abstuvo de concurrir a las elecciones en 1968, 1970 y 1974, el partido prácticamente no existía antes de los comienzos de 1990 y luego de estos, su presidente. Dr. Del Monte Urraca decidió integrarlo al Popular Cristiano.
- Datos: Q5488177